# Stupa
Stupa (sanskr. स्तूप stūpa; pali थुप thūpa, taj. เจติย czedi; laot. that; jap. 卒塔婆 sotoba, kopiec, szczyt) – najprostszy typ budowli sakralnej buddyjskiej, rzadziej dźinijskiej, wywodzącej się z Indii, pełniącej funkcję relikwiarza. Ze względu na architekturę jest niezwykle odporna na trzęsienia ziemi. Na terenie Sri Lanki ten typ budowli nosi nazwę dagoby, w Tajlandii – czedi, w Birmie - zedi lub paya, w Indonezji – candi, w Bhutanie, Nepalu i w Tybecie – czortenu, w Mongolii – suburganu. Buddyjska stupa symbolizuje oświecony stan Buddy.

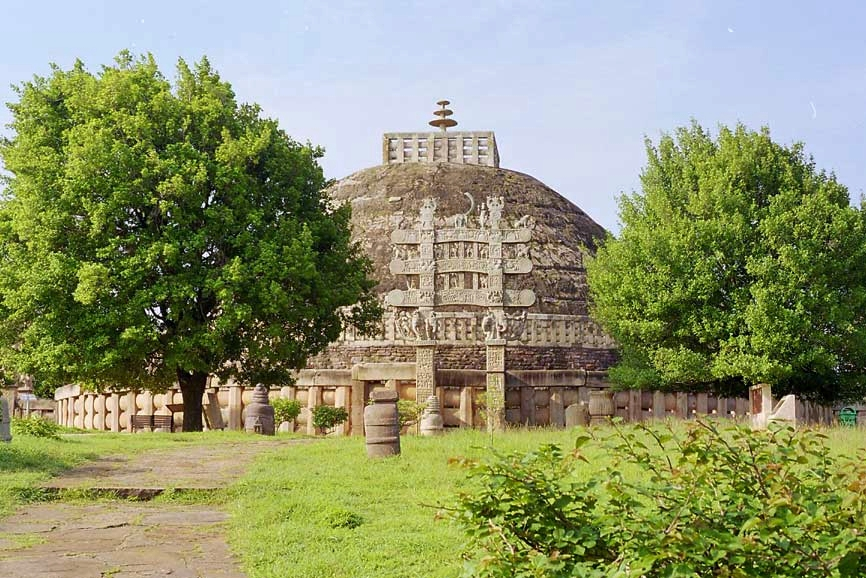
Pierwotny kształt stupy na przykładzie Stupy w Sańći w Indiach
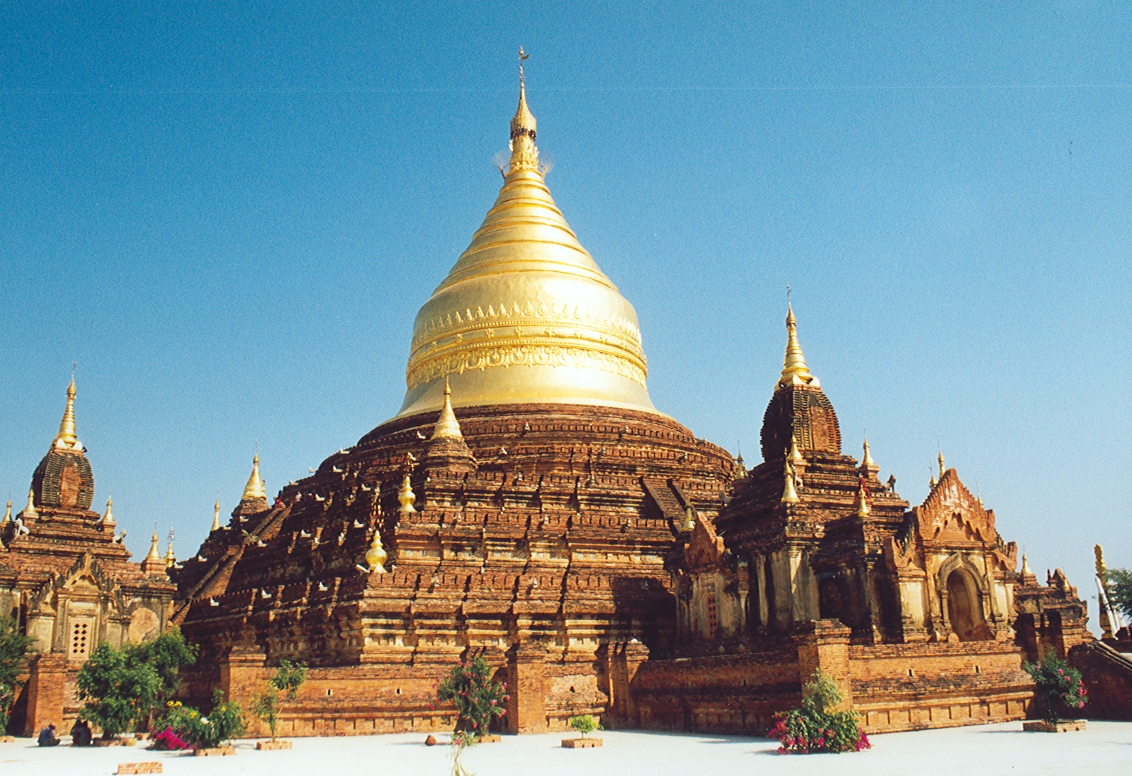
Majestatyczna Stupa Dhammayazika wybudowana przez króla Narapatisithu w 1196 r. n.e. na brzegach rzeki Irawadi w Birmie
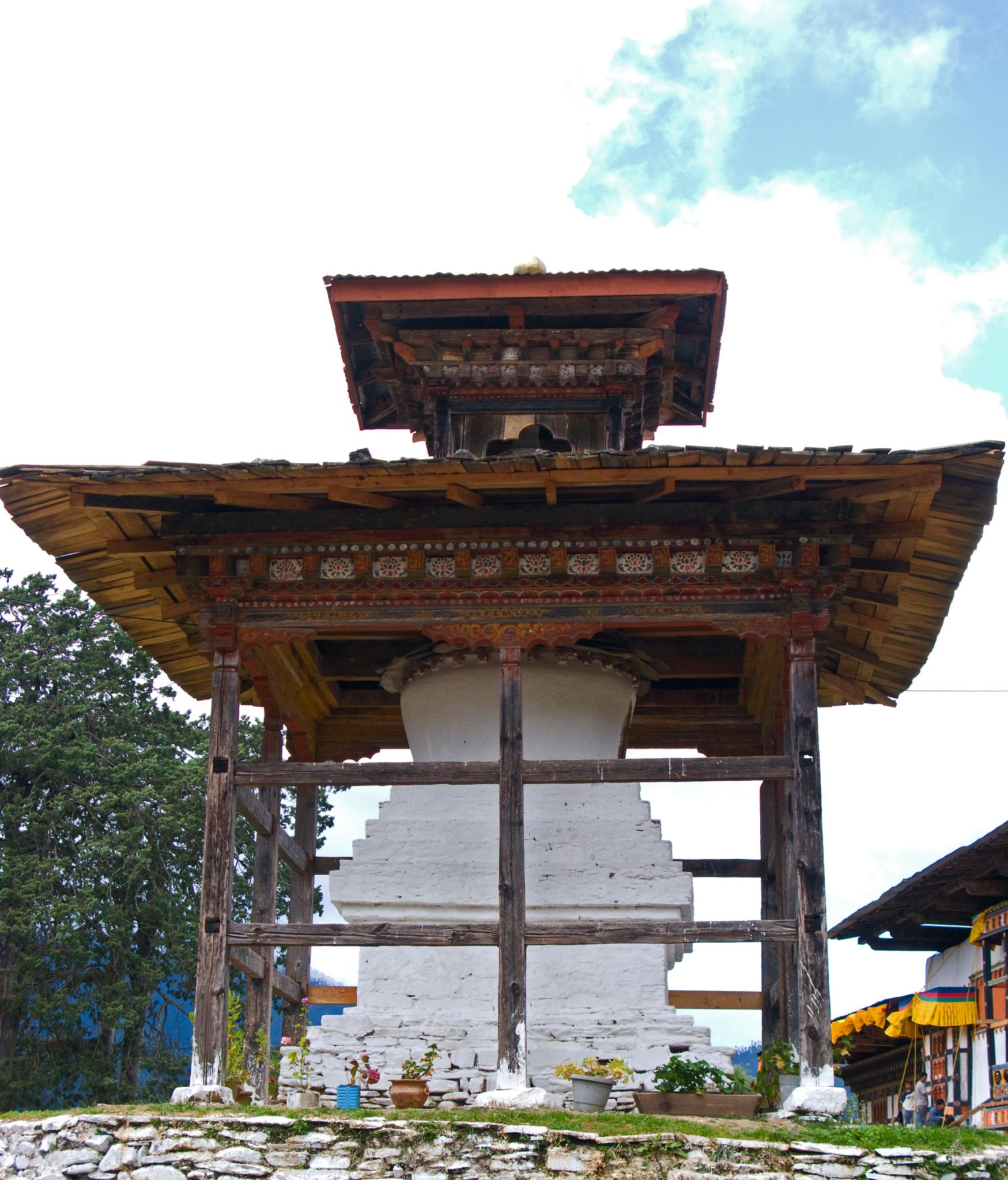
Stupa należąca do klasztoru Gangteng w Bhutanie
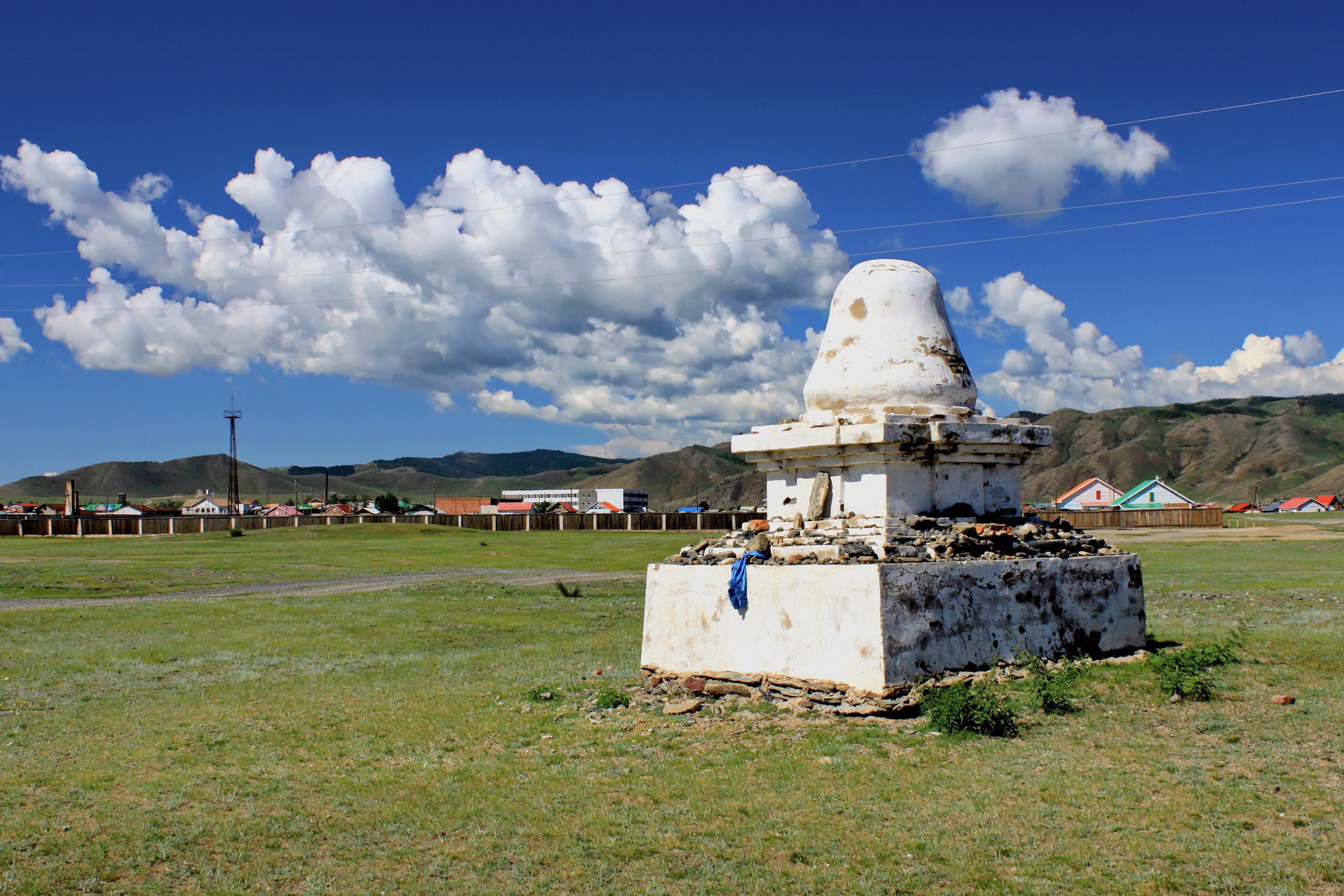
Stupa Nirwany w Karakorum w Mongolii
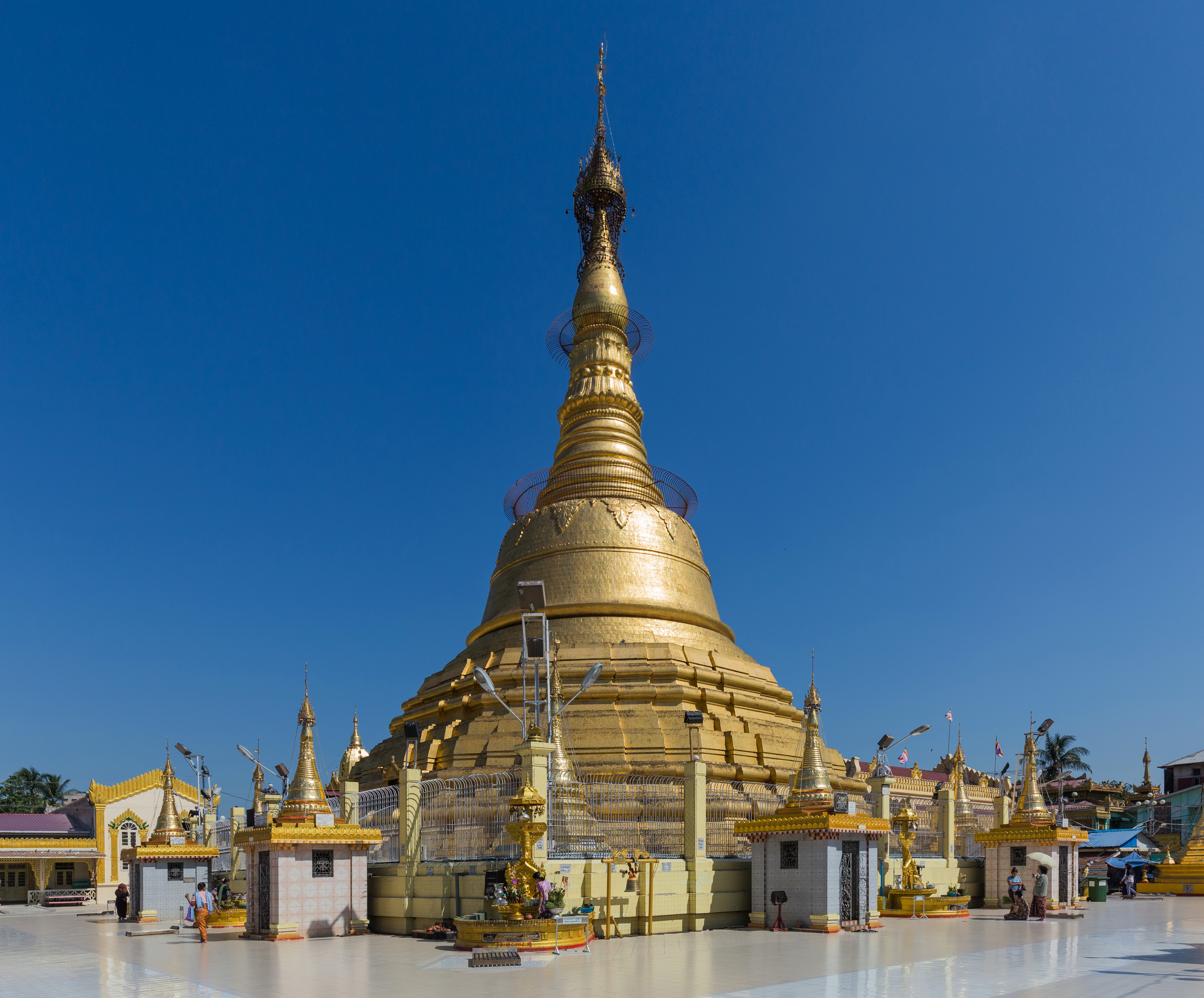
Stupa w Pagodzie Botahtaung. Rangun, Mjanma.
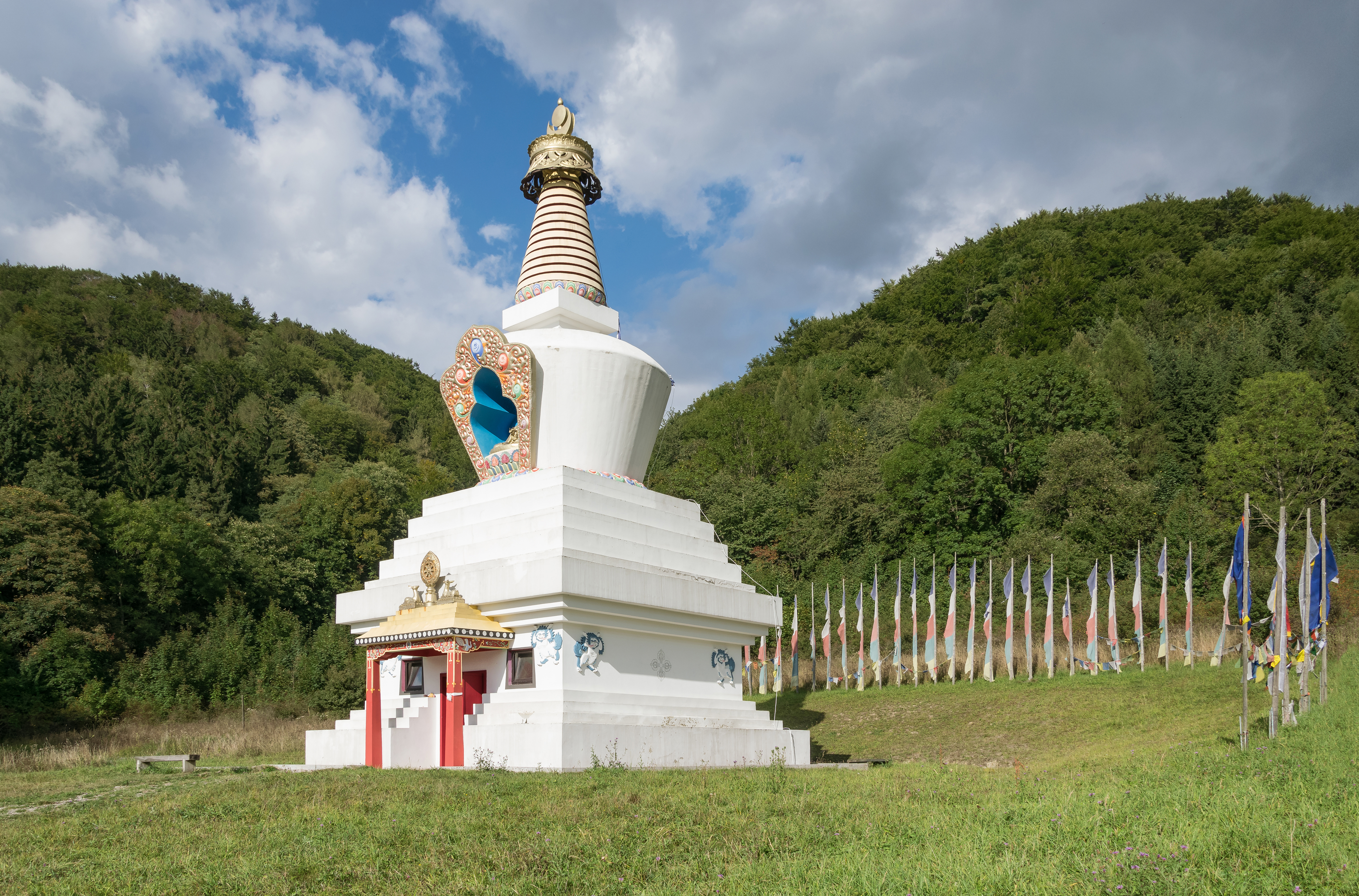
Stupa w ośrodku Gompa Drophan Ling w Darnkowie

## Symbolika

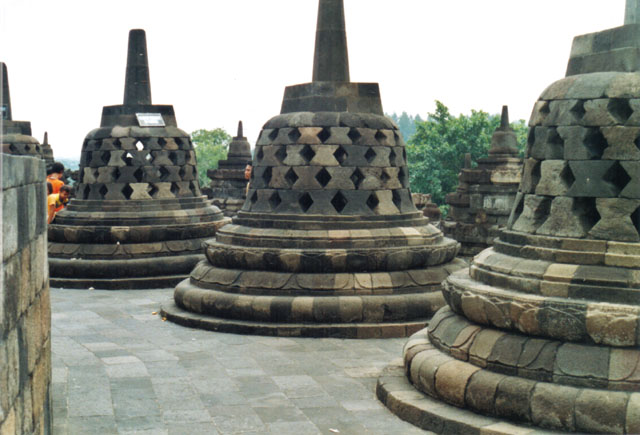
Stupy w Borobudurze

Dla buddystów stupa jest materialną reprezentacją doskonałego oświecenia. Obrazuje przekształcenie wszystkich emocji i żywiołów w oświeconą mądrość i pięć rodzin buddów.
Pierwszym etapem budowy stupy jest złożenie pod fundamentem skarbów i przedmiotów odpowiadających jej funkcji. Jeśli stupa ma pełnić np. rolę „strażnika przed złymi siłami” składa się tam oprócz złota czy srebra także białą broń. We wnętrzu stupy umieszcza się relikwie Buddy lub sutry. Buddyści odwiedzają stupy, jako symbole obecności samego Buddy, trzykrotne je okrążając zgodnie z kierunkiem wskazówek zegara, aby gromadzić dobroczynne przyczyny karmiczne.

## Ewolucja architektoniczna

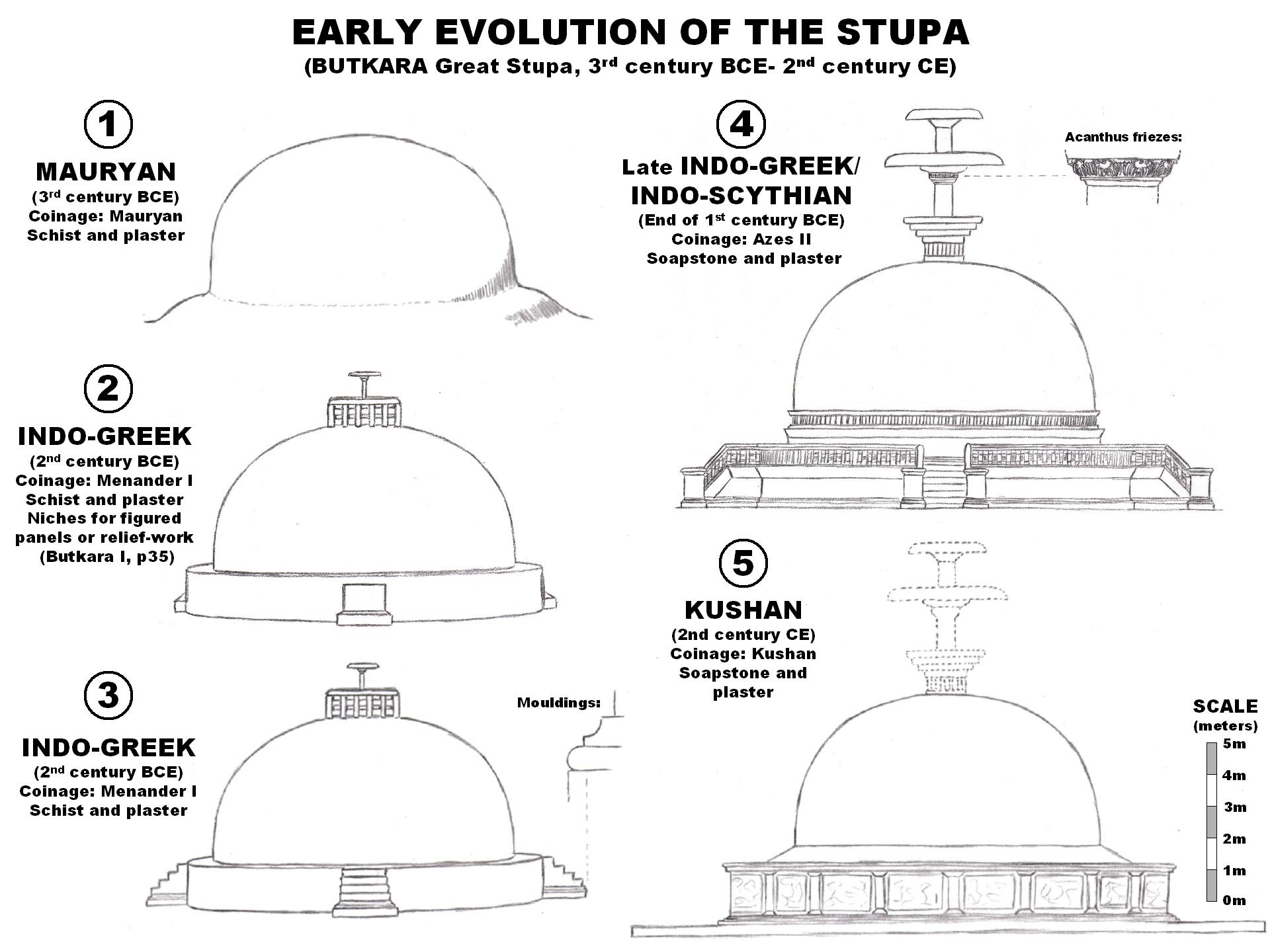
Wczesna ewolucja formy stupy

Stupa pierwotnie pełniła funkcję kopca sepulkralnego (mogilnego). Pierwsze indyjskie stupy przybierały formę półkulistej czaszy (anda) na podstawie o planie kwadratu lub koła. Wieńczył ją tzw. ganek (harmika) oraz maszt (jaszti) z parasolem (ćhatra) – jednym z symboli obecności Buddy – który z czasem przekształcił się w iglicę. Stupę zwykle otaczało kamienne ogrodzenie (wedika) z czterema ozdobnymi bramami (torana), oddzielające sferę sacrum i wyznaczające obszar rytualnego obchodzenia stupy zgodnie z kierunkiem wędrówki Słońca. Dobrym przykładem takiej wczesnej formy buddyjskiej stupy są budowle w Sanći i Bharhut. Stupy wznoszono nie tylko jako samodzielne budowle, lecz także jako ołtarze w obrębie świątyń.
Późniejsze stupy w Azji Południowo-Wschodniej przybrały kształt dzwonowaty, a następnie coraz bardziej się różnicowały.

### Czorten

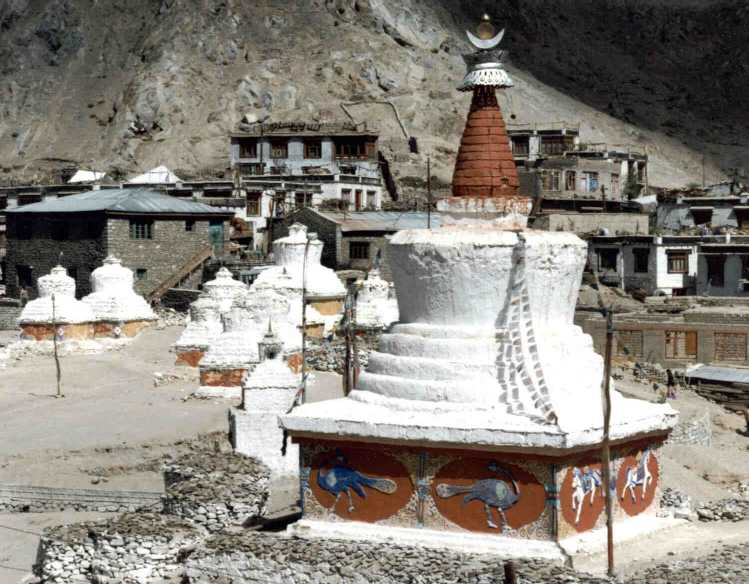
Czorten w Ladakhu, Indie północne

Czorten, transliteracja Wyliego mcz’od–rten (dosłownie: „miejsce dharmy”) – tybetański odpowiednik stupy. Budowla sakralna pełniąca zwykłe funkcję relikwiarza. Może przybierać formę wielkich budowli, jak i małych szkaplerzyków.

W trudno dostępnych rejonach górskich czortenem może być też prosty kopiec kamienny, czasem z relikwiami ukrytymi w środku.

### Dagoba

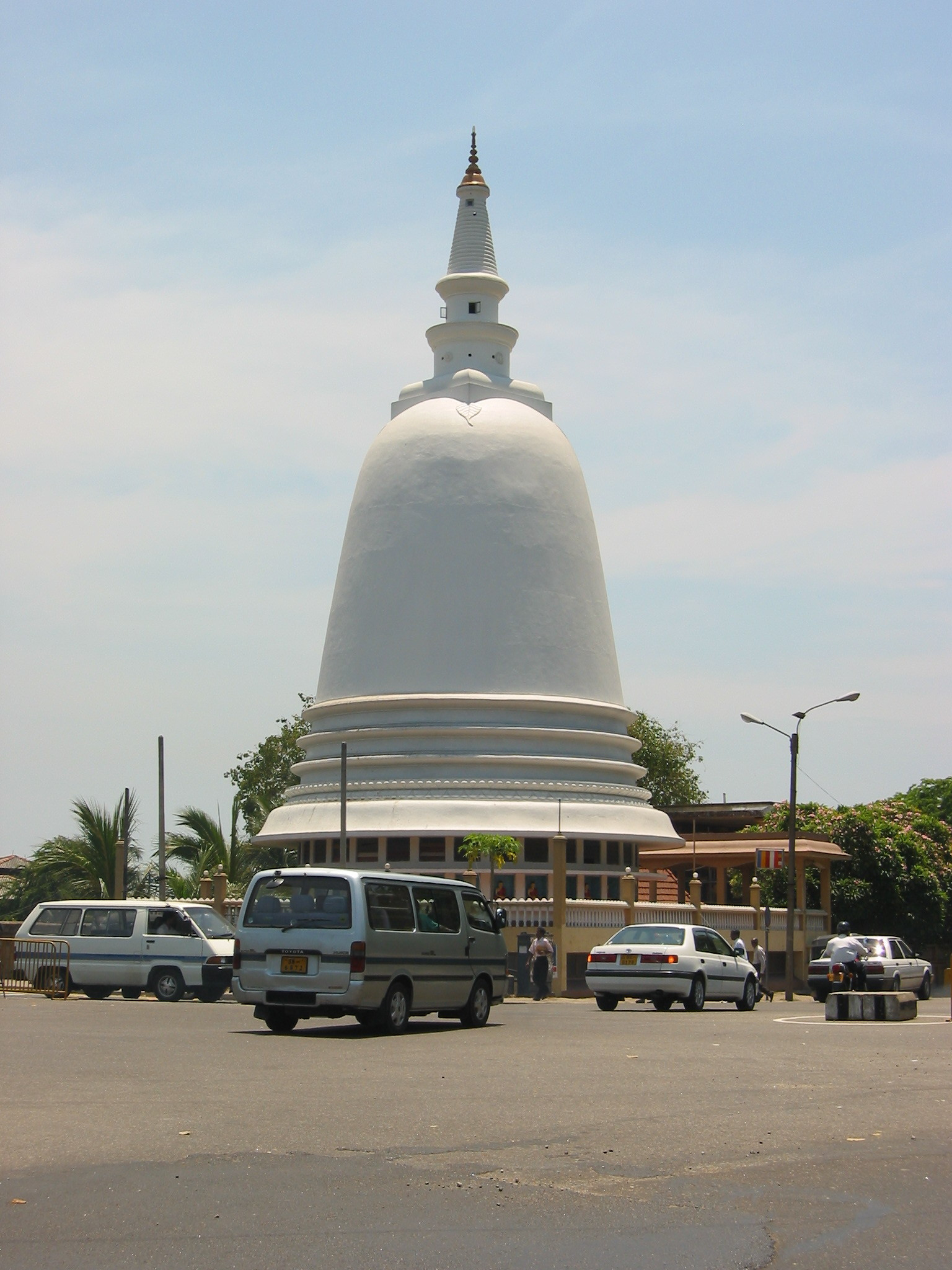
Dagoba w Colombo, Sri Lanka

Dagoba (sanskr. dhātu garbha – relikwiarz) – typ budowli sakralnej, rodzaj monumentalnego relikwiarza buddyjskiego występujący na Cejlonie. Stanowi odmianę indyjskiej stupy. Budowana głównie z cegły, w kształcie czaszy o kształcie dzwonu (anda) na podstawie z trzystopniowego tarasu, ze zwieńczeniem (harmika) w formie iglicy. Do budowli przylegają bogato rzeźbione występy (wahalkada), często zawierające relikwie.
Szczególnie ważne i czczone dagoby to budowle wokół Anuradhapury, w północnej Sri Lance.

### Czedi

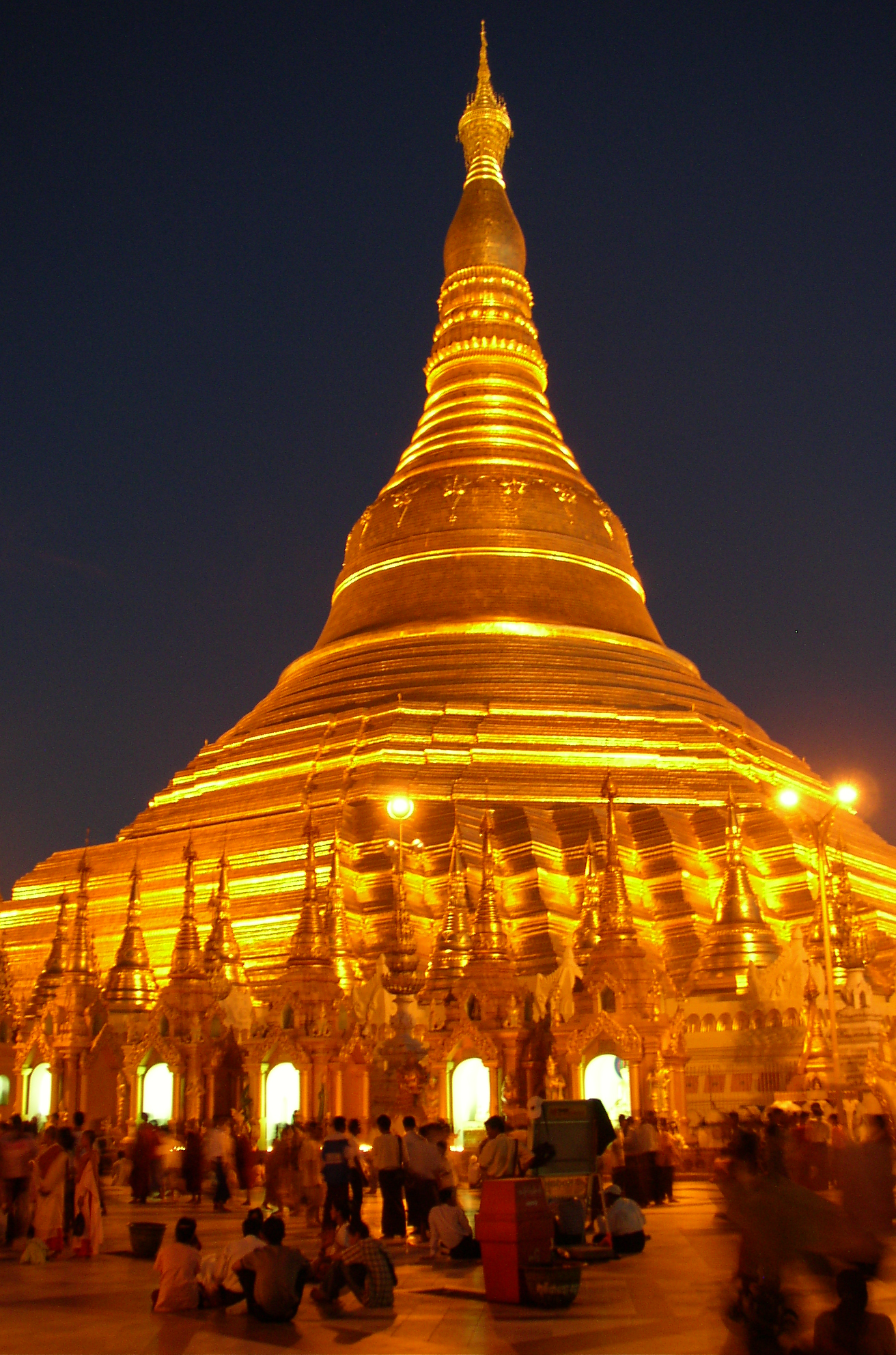
Shwedagon Zedi Daw w Birmie

Odmiana stupy występująca na terenie Tajlandii (taj. เจดีย์) i Birmy (birm. zedi). Nazwa pochodzi od palijskiego słowa ćajtja. Relikwie w niej umieszczone mogą być związane nie tylko z Buddą, lecz także z królami Tajlandii. Wat, czyli cały zespół świątynny złożony z kilku budynków, jest często swoistym uzupełnieniem dla świętej czedi. Główna czedi z relikwiami Buddy lub króla może być otoczona mniejszymi, w których umieszczone są relikwie słynnych mnichów lub opatów.
Na terenie samej Tajlandii wyróżnia się kilka stylów architektonicznych, które wpływają na kształt i zdobienia czedi. I tak na przykład dla stylu Sukhothai (XIII-XIV w.) typowa jest czedi w kształcie pąka lotosu, zaś dla stylu Ajutthaja (XIV-XVIII w.) – pierścieniowa iglica. Niektóre czedi wykazują wpływy khmerskie.

### Pagoda

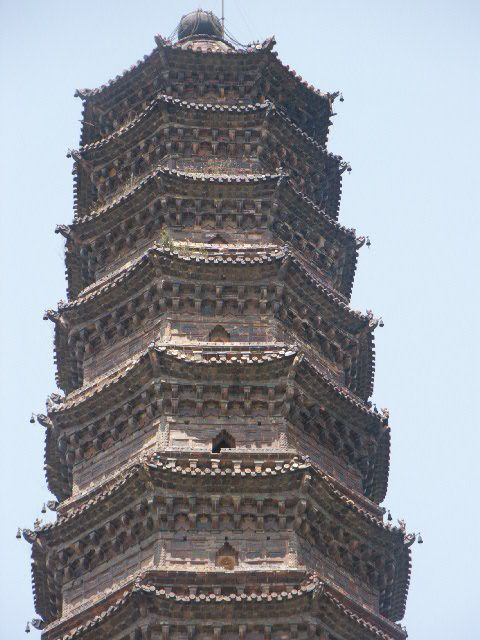
Pagoda chińska, Kaifeng

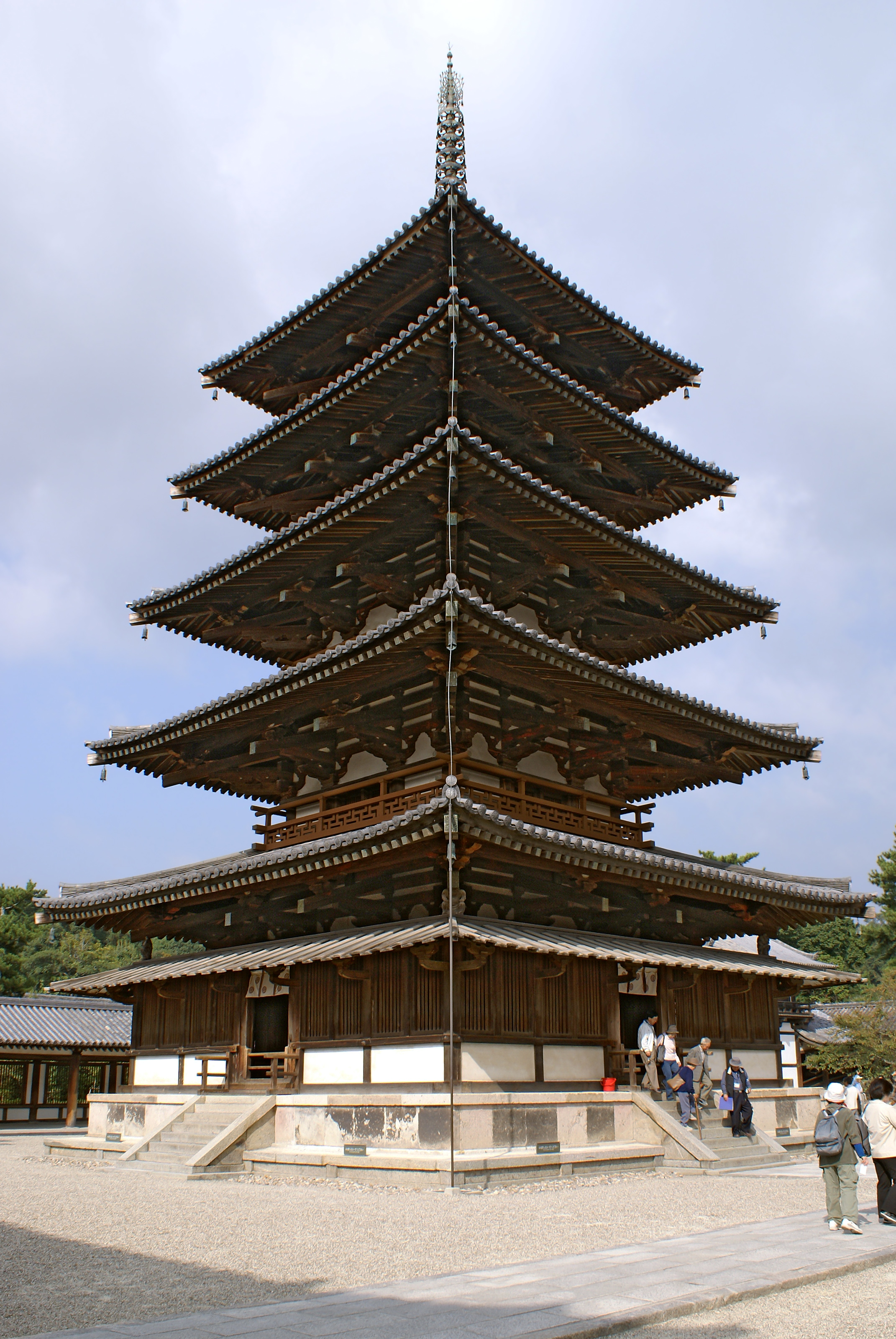
Pagoda japońska, świątynia Hōryū-ji, Nara

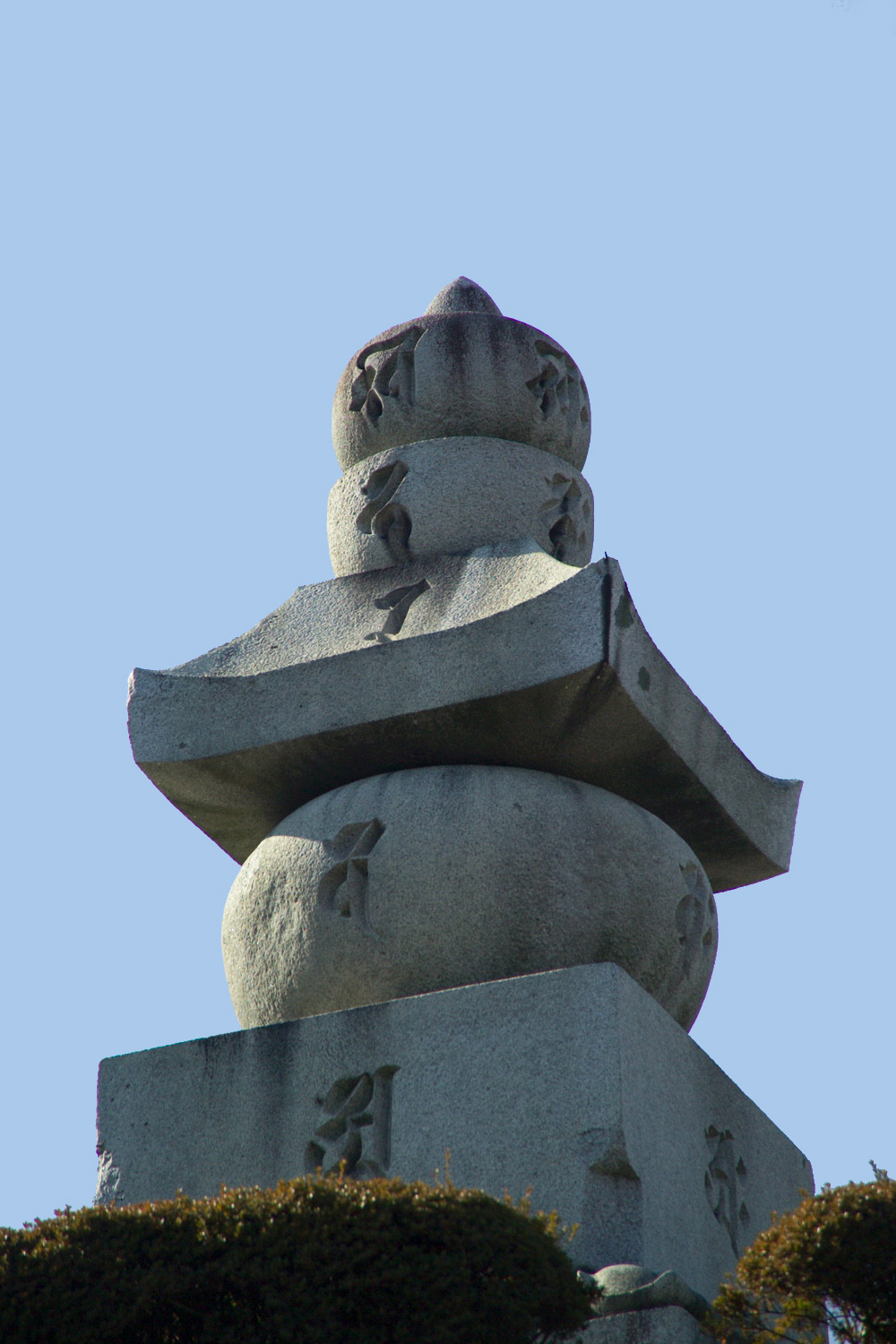
Japońska stupa gorintō

W Europie przyjęło się rozróżnienie stupy i pagody, jednak należy pamiętać, że pagoda jest wynikiem długotrwałej architektonicznej ewolucji i zachowuje zasadnicze funkcje stupy. Relikwie przechowywane są w pojemniku znajdującym się w górnej części iglicy. Na ostateczną formę pagód chińskich wpłynęła tradycja wznoszenia wielokondygnacyjnych budowli typu lou, znanych już w starożytności. Znaleziska archeologiczne dowodzą, że pierwowzorem pagody w typie chińskim są wieże strażnicze.
Pagoda dodatkowo posiada rozwinięte funkcje sakralne poza zwykłymi funkcjami relikwiarza. Sama nazwa „pagoda” używana w językach europejskich jest po prostu zniekształceniem sanskryckiego terminu bhagavatī („święta”), jednak pod względem architektonicznym cechą wyróżniającą pagody jest ich forma – poligonalnych wież złożonych z wielu kondygnacji podkreślonych bogato zdobionymi daszkami, często z odchylonymi ku górze narożami i ozdobnymi wspornikami. Pagody zdobione są ornamentami rzeźbiarskimi, złoceniami, laką i polichromią.
W takiej postaci pagody pojawiają się przede wszystkim w Chinach, Korei i Japonii, ale występują również na indonezyjskiej wyspie Bali. Dla ich określenia używa się chińskiego znaku 塔,　pinyin: tă, jap. tō, kor. 탑 t’ap, czyli po prostu wieża.
Jednakże z drugiej strony w tejże Japonii, niezależnie od pagody, będącej ważną i o pokaźnych wymiarach budowlą stanowiącą część kompleksu świątynnego, występują również wolno stojące tradycyjne stupy, istnieje również pojęcie tzw. gorintō, tzw. „stupy pięciu elementów” o niewielkich rozmiarach, mniej więcej wysokości dorosłego człowieka, nieco przypominającej tybetańskie czorteny.
W językach europejskich słowem „pagoda” określa się niekiedy także wysmukłe stupy w stylu południowym (Cejlon, Birma, Tajlandia itd.).
Najbardziej znane stupy/pagody znajdują się w:
- Indiach: w Sańći
- Birmie: zedi Szwe Dagon w dawnej stolicy Birmy Rangun. Wybudowana na przełomie IX wieku i X wieku.
- Tajlandii: chedi w Nakhon Pathom
- Indonezji: w Borobudur
- Nepalu: stupa Swayambhunath w Katmandu
- Chinach: Mała i Wielka Pagoda Dzikich Gęsi w Xi’an z VII wieku oraz Żelazna Pagoda w Kaifengu z XI w.
- Japonii: przy świątyniach w Narze – Hōryū-ji z VII w. i Yakushi-ji z VIII w.

Forma pagody pojawiła się w XIX w. także w europejskiej architekturze ogrodowej, przede wszystkim w stylu chinoiserie, np. w Brukseli, we Wrocławiu itd.
Wraz z rozwojem buddyzmu w Polsce wybudowano do tej pory kilka stup. Dwie największe – Stupa Cudów i Stupa Oświecenia znajdują się Buddyjskim Ośrodku Medytacyjnym w Kucharach koło Drobina (ok. 100 km od Warszawy).